# 轰炸机

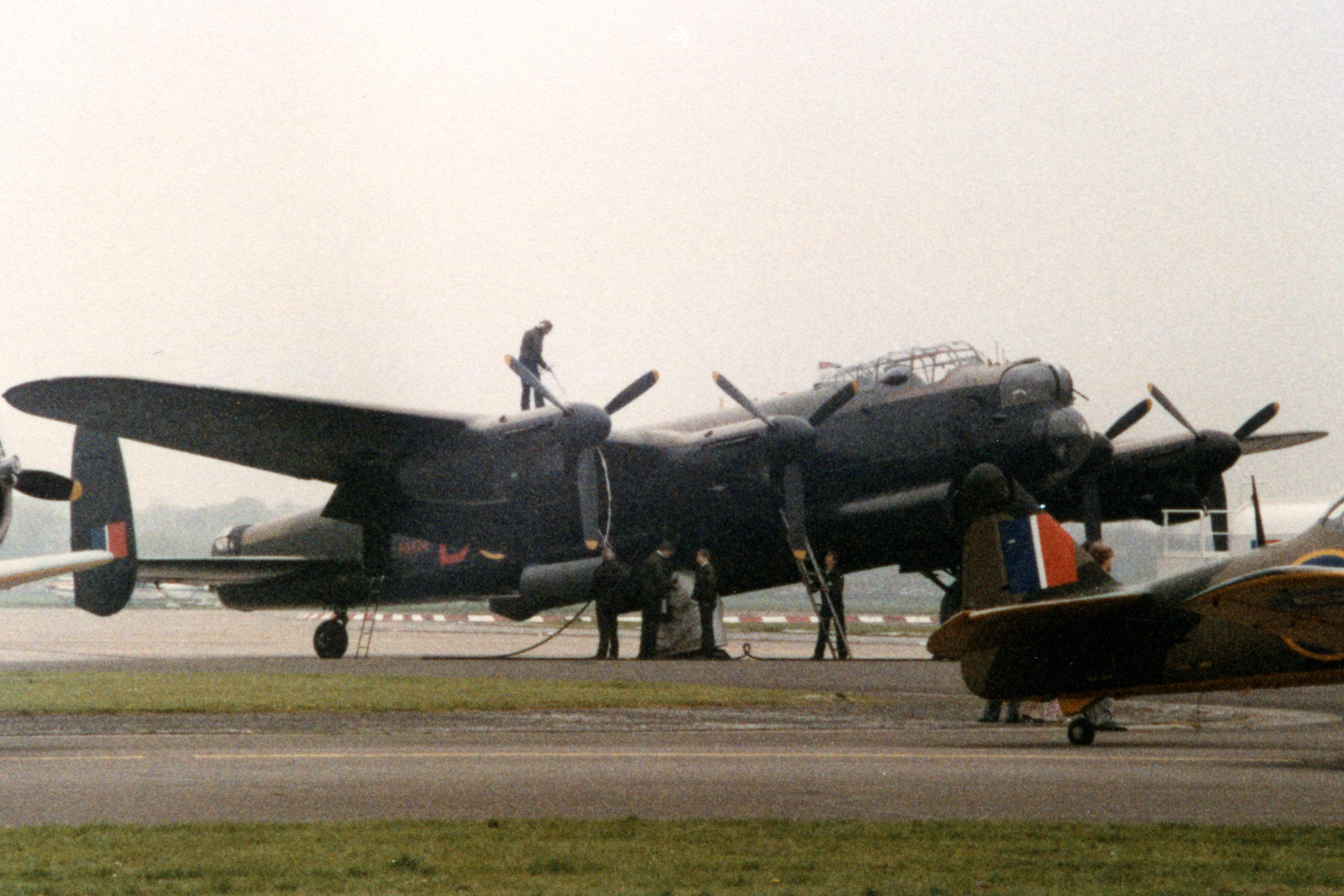
英國蘭開斯特轟炸機

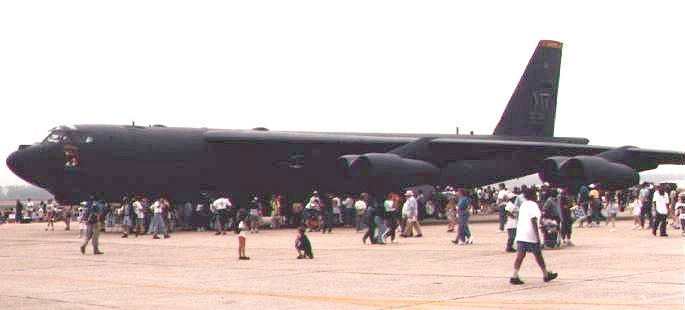
B-52轟炸機

轰炸机，是一種從高空對地面、水面或水下目标投擲航空炸彈用的军用飞机。世界上第一款具备上述特征的轰炸机是1915年俄羅斯帝國波罗的海铁路工厂生产的伊利亚·慕罗梅茨-V型。它是一款裝備四具發動機和双翼的大型飞机，可携带522公斤的炸弹以120公里的最大时速飞行。

## 發展歷史

### 第一次世界大戰
第一次世界大戰期間轟炸機成為攻擊敵人各類目標的主要投射工具，攻擊的目標包括地面部隊，作戰物資等戰術目標，或者是工廠，城市等戰略目標，從這兩種不同類型的任務需求有衍生出戰略轟炸機和戰術轟炸機的分支。最早發明轟炸機的是俄國機械工程師伊戈尔·伊万诺维奇·西科尔斯基（Igor Sikorsky）發明雙翼轟炸機，曾經造成德軍傷亡；德國戈塔型轟炸機曾經對英國的城市進行過轟炸，1917年6月13日轟炸倫敦造成200人傷亡，算是戰略轟炸的先河。
第一次世界大戰時期的轟炸機，即使是較為大型的設計，基本型態都很相似：木材或者是金屬與布料蒙皮的結構，開放式座艙，少量的自衛火力，譬如步槍口徑的機槍，炸彈是由後座飛行員至目的地上空以雙手搬炸彈丟擲，換句話說，當時的轟炸機設計可以粗略的看作是戰鬥機的放大概念。

### 第二次世界大戰
杜黑撰述的空權論對兩次大戰期間的轟炸機發展與思想有很深遠的影響，第二次世界大戰期間對轟炸機的使用進行一次廣泛的發展驗證，無論是轟炸機的設計與性能需求，任務的規劃和執行，目標的選擇與效果評估等方面，對現代的發展確定了大致的方向與架構。

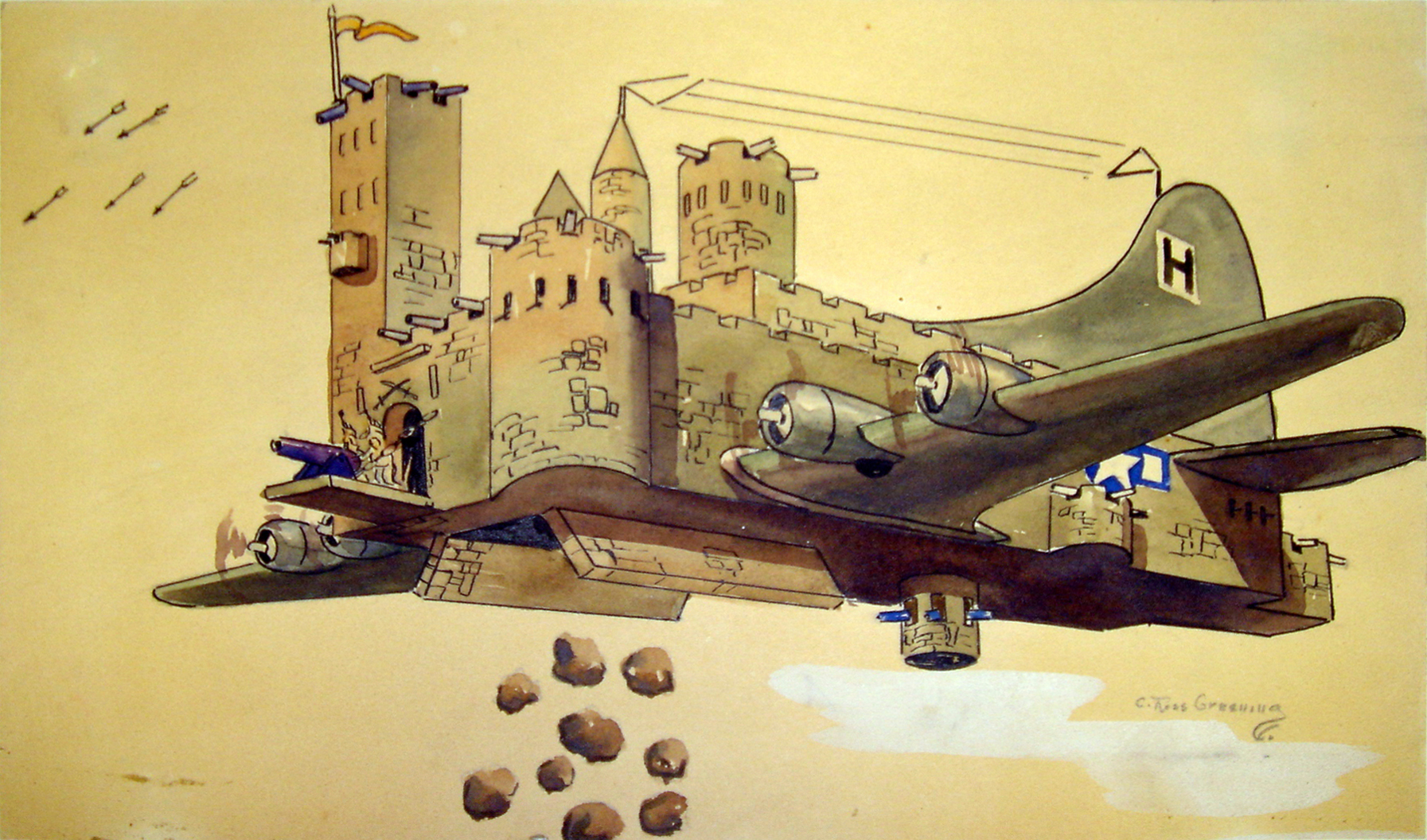
二戰中B-17的漫畫，比喻其固若金湯

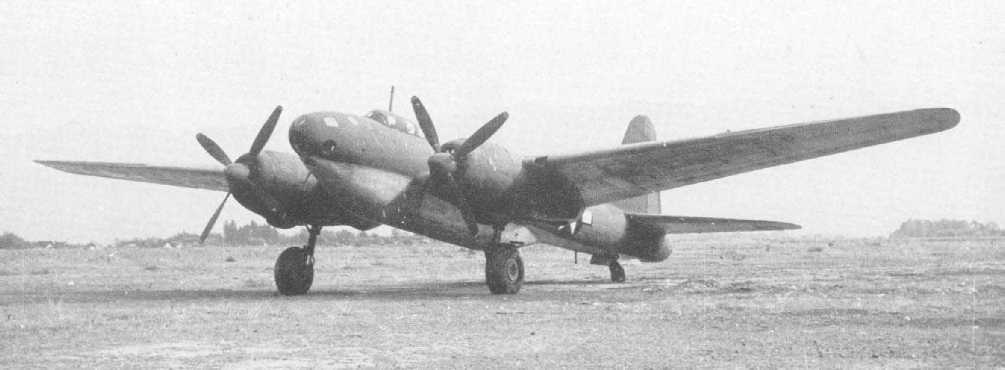
美軍虜獲日軍Ki-74偵察轟炸機，留意後面有美軍二戰時期識別標誌

二戰爆發前的轟炸機發展的趨勢大致上是以金屬作為大部分或者是全部的結構，成員在封閉的座艙內操作，自衛火力的數量和威力增加，無線電與導航系統使用開始普及，中型以上轟炸機大多數將炸彈攜帶在機體內部。
雖然日本很早就於中國戰區進行遠程轟炸任務，對二戰轟炸機發展經驗累積與衝擊最大的還是首推歐洲戰區，尤其是英國與德國之間的轟炸機運用與得失經驗。這些經驗產生的影響有：
1. 更複雜的轟炸瞄準系統，包括使用雷達，提高轟炸精確度。
2. 特別是戰略轟炸機的操作高度進一步的升高。美國的B-17和B-24多在兩萬英尺以上高度飛行，以減低防空炮火的影響。
3. 強化轟炸機的防禦能力，在使用口徑較大槍炮時，動力驅動的炮塔也成為中型以上轟炸機的標準配備。
4. 增加轟炸機夜間與視線不佳時的操作能力，包括使用輔助導航系統。

二次大戰期間，除了執行戰略與戰術轟炸任務的區分之外，還有其他型態的轟炸機出現，這些發展在戰爭結束之後也很快被其他機種或者是武器系統所取代。

#### 俯衝轟炸機
俯衝轟炸的概念是讓轟炸機以與地面超過45度夾角的方式，由高空往下俯衝飛行，在到達一個距離後將炸彈投擲下去，這種轟炸方式能夠有效提高投彈命中率。美國是第一個發展與採用俯衝轟炸機的國家，這個概念稍後傳到德國，成就了二戰最有名的Ju-87斯图卡俯冲轰炸机。不過美國在二戰期間只有海軍大量使用俯衝轟炸機，陸軍航空隊只有象徵性的使用少量改裝自P-51战斗机的A-36及改裝自SB2C的A-25。
二戰之後，由於噴射機的速度愈來愈快，不適合大角度俯衝且危險性高，因此專門的俯衝轟炸機漸成歷史名詞。

#### 魚雷轟炸機

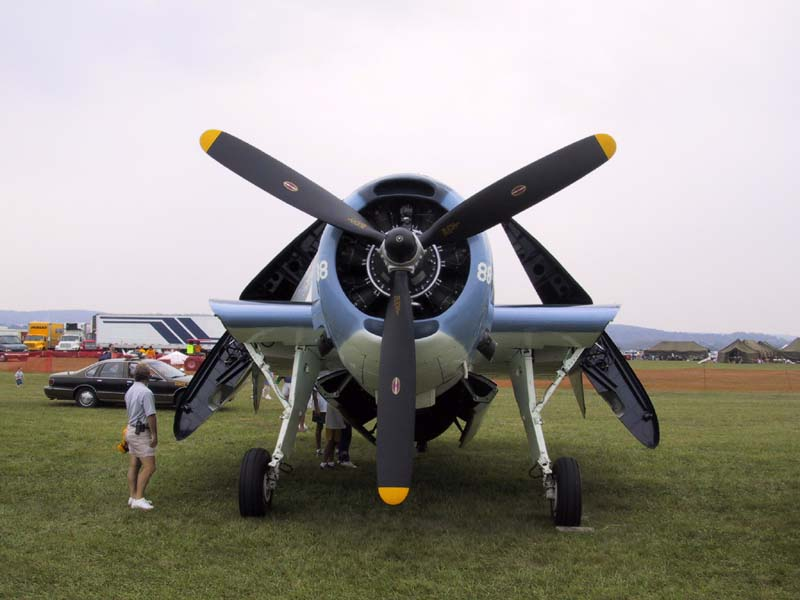
TBF魚雷轟炸機

魚雷是攻擊水面船艦的重要武器，許多國家海軍都有專門攜帶魚雷的轟炸機擔任此類任務。有些國家也嘗試改裝現有的作戰飛機來攜帶魚雷，然而在作戰效果上未必與專門設計的機種相近。魚雷轟炸機的任務危險性很高，在投擲魚雷之前需要於低空維持固定高度，航向與速率飛行一段時間，這段時間讓魚雷轟炸機成為相當明顯且容易瞄準攻擊的目標。中途島戰役時有12架美國海軍道格拉斯TBD蹂躪者式魚雷轟炸機在沒有戰鬥機護航下，迅速的被日本機隊的零式战斗机擊落，僅有一人生還獲救。
二次大戰末期，美國海軍的格鲁曼TBF复仇者式魚雷轟炸機幾乎都轉為攜帶炸彈的任務。戰爭結束之後，魚雷對付水面船艦的重要地位逐漸轉手給反艦飛彈，潛艇取而代之為魚雷的主要攻擊對象，因此魚雷轟炸機也逐漸轉型為反潛機，而不再以專門設計的機型出現。

#### 轟炸機
水平轟炸機其實是相對於俯衝轟炸機的描述法，絕大多數的轟炸機都是以水平或者是淺角度俯衝的方式轟炸。當俯衝轟炸機消失之後，這種分類也就不需要繼續存在。

### 二戰之後到現代
二次大戰之後隨著戰鬥機與攻擊機的體型與載彈量逐漸增大趨勢，加上空中加油技術的成熟與普遍運用，攜帶炸彈進行轟炸任務已經不再是轟炸機，尤其是戰術轟炸機獨有的任務了，戰術轟炸機在發展上逐漸趨向採用多用途設計的戰鬥機或者是攻擊機來取代。现在極少有專門設計的战术轰炸机服役，代之以战斗机改进的战斗轰炸机或者是兼具部分戰鬥機能力的設計，如美国的F-15E，俄羅斯的Su-32等。俄羅斯的Su-24與歐洲國家的狂风（Tornado）IDS算是少有的特例。
中小型轟炸機逐漸與其他機種合併的時候，大型戰略轟炸機開始以噴射動力取代螺旋槳，並且強調攜帶核子武器的能力，大幅度提升每一架轟炸機對目標的毀滅力量，這種發展促成大型警戒雷達網、高速攔截機、攜帶核子彈頭的防空飛彈或者是空對空火箭等系統的部署與研發。而核子武器的運用也左右冷戰前半期雙方陣營戰略與戰術空軍的發展與建軍思想。

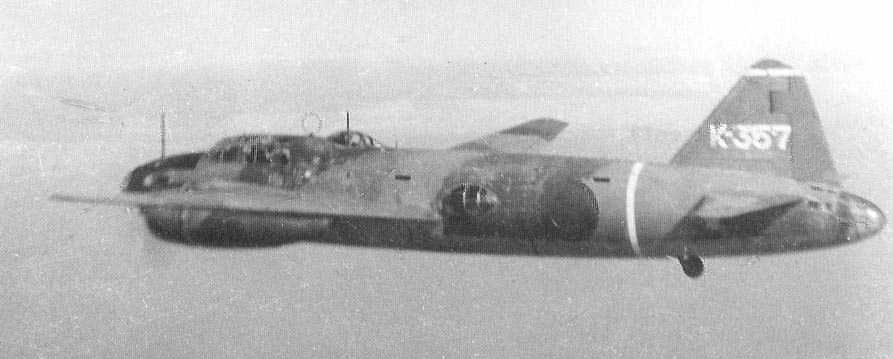
日本海軍一式陸上攻擊機

洲際彈道飛彈的開發危及戰略轟炸機的傳統地位，也導致美國與蘇聯取消以高空高速為設計目標的發展計畫。而越戰的經驗顯示，投擲傳統炸彈的能力還是不可忽視，轟炸機，尤其是戰略轟炸機不會只運用在核子大戰的場合。1970年代開始，戰略轟炸機又開始將過去認為不會再度使用到的傳統炸彈攜帶能力加以恢復。
巡弋飛彈與其他導引武器的開發與使用，近一步的改變轟炸機的任務型態與面貌。1991年美國利用B-52轟炸機發射傳統彈頭的巡弋飛彈攻擊伊拉克境內目標。到了2003年的時候，B-1B轟炸機在擔任24小時滯空待命任務時，於11分鐘左右利用全球定位系統，將聯合直接攻擊彈藥準確的投擲指定的目標上。攜帶光學筴艙B-52轟炸機還能夠擔任密接支援任務，成為超大型的攻擊機。這些變化都代表冷戰結束之後，戰略轟炸機重新尋找定位的企圖與嘗試。

### 未來發展
冷戰結束之後，兩大強權與附屬勢力的對抗不復存在，轟炸機擔任核子武力投射的地位出現很大的變化。當彈道飛彈出現的時候曾經一度威脅到轟炸機的需求與地位，在巡弋飛彈成熟之後，美國與俄國的戰略轟炸機基本上也成為飛彈的投射載具，傳統的核子炸彈並不適用，也成為比過去更具象徵性的威嚇力量。
目前美俄兩國對於下一代的戰略轟炸機尚未有明顯的計畫，英國與法國則放棄相關的發展。其他國家也沒有跟進的跡象。加上空中加油技術與遠程空載飛彈的普遍化，大型且昂貴的戰略轟炸機將會逐漸被中小型的機種與飛彈加以取代。
專門的戰術轟炸機也逐漸被多用途的戰鬥機或者是新一代攻擊機配合精確導引武器替代。冷戰之後的空中打擊非常強調降低非戰鬥人員與物資的損毀，各國紛紛發展精確度更高，但是減小彈頭重量的新型炸彈，使得外型較小的飛機的轟炸效率比過去中大型轟炸機使用無導引炸彈高出很多。
降低轟炸機的可偵測性，也就是減少轟炸機散發的各種電磁訊號是目前設計的主流，限於各國擁有的技術，生產工藝能力以及可運用的成本，實際上能夠達到的效果會有很大的不同。為了達到這個目標，高速飛行能力將不再是強調的設計重點，除了高速下機體摩擦會散發大量的紅外線訊號以外，材料與製造的問題也會限制這方面的需求。
以無人飛機取代有人轟炸機將會是未來發展的另一個趨勢，除了降低操作成本，減少人員傷亡以外，機體得以縮小並且提高運動能力，同時也有助於減少被偵測的距離與機率。只是純粹自動化的無人轟炸機還需要不少時間才會到達系統成熟的階段。

## 分類

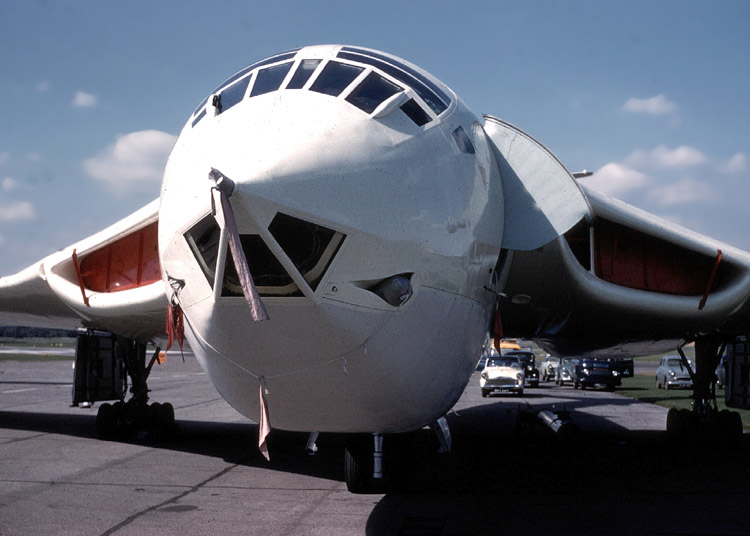
英國3V轟炸機之一：勝利轟炸機

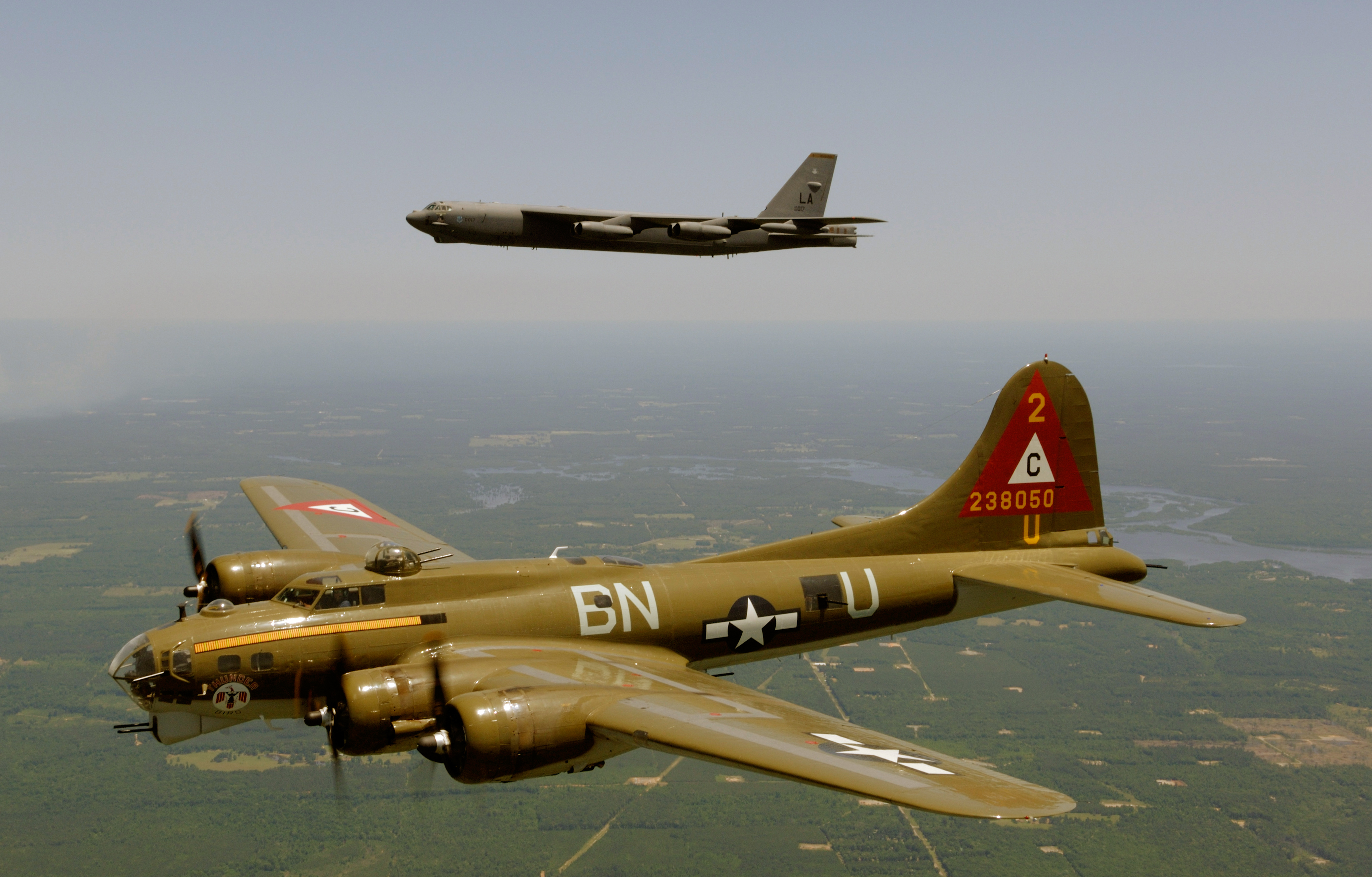
一架B-17紀念機和B-52並飛

### 以體型重量區分
以體型重量來區分大致可分為轻型轰炸机、中型轟炸機與重型轰炸机，但實際這三種轟炸機的區分並沒有一定的標準，以下是以二戰時的標準分類。
- 輕型轟炸機

發動機一具或兩具，掛彈重不超過1公噸（或2000磅），採用接近战斗机的小型機體設計，有些輕型轟炸機也能充當戰鬥機使用，多半為戰術轟炸機。
- 中型轟炸機

發動機兩具，掛彈重1公噸（或2000磅）到2公噸（或4000磅），採用接近重型戰鬥機與攻击机的中型機體設計，部分中型轟炸機能充當重型戰鬥機使用，部分則能充當運輸機使用。
- 重型轟炸機

發動機兩具或兩具以上，掛彈重至少2公噸（或4000磅），採用接近運輸機的大型機體設計，有些重型轟炸機也能充當運輸機使用，多半為戰略轟炸機。

### 任務型態區分
戰略與戰術轟炸機的分類有的時候並不明顯。原因包括：
1. 戰略轟炸機也可以執行戰術轟炸任務。
2. 隨著時間的改變，戰略轟炸機也可能被更大型的轟炸機取代而成為戰術轟炸機。譬如，B-29到了韓戰時期被歸類為戰術轟炸機。
3. 近代的戰術轟炸機或者是戰鬥轟炸機往往也可以執行戰略轟炸的任務。譬如，越戰時期，F-4也對北越的戰略目標進行轟炸。

#### 戰略轟炸機

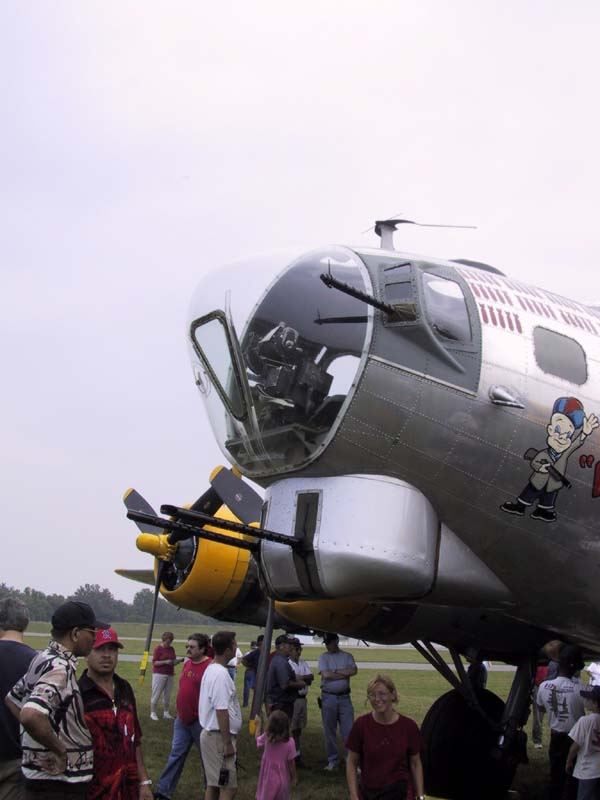
B-17戰略轟炸機

战略轰炸机的興起與杜黑所提出的空權論有密不可分的關係。戰略轟炸機的目標是敵對國家的戰爭機器與生產力量，透過戰略轟炸機摧毀敵國維繫戰爭能力以及持續進行戰争的意願。戰略轟炸機針對的目標多半距離較遠，因此飛機體型較大，以攜帶足夠的炸彈和燃料。二戰時期的戰略轟炸機多半具有有強大的自衛火力，然而實戰經驗證明，這些自衛火力無法讓戰略轟炸機有效達成任務。代表机型有美国在二戰時期的B-17、B-24、B-29、英國的蘭卡斯特，近代的B-52、B-1B、B-2，英國的3款V型轟炸機，法國的幻影IV式轰炸机和苏联的Tu-16、Tu-22M“逆火”、Tu-95“熊”和Tu-160“海盗旗”战略轰炸机。

#### 戰術轟炸機
战术轰炸机的主要任務是支援前線作戰，攻擊敵人在戰場上或者是接近戰場的目標。戰術轟炸機的體型較小，多半是中型或者是輕型轟炸機設計。載彈量與航程遠低於戰略轟炸機，二戰時期的戰術轟炸機具有少量的自衛武裝。代表机型有二戰時期美国的B-25、B-26，英國的蚊式，德國的He 111、Ju 88，前蘇聯的Pe-2等。近代的代表機型有美國的B-45、F-105、F-111“土豚”、F-117，英國的坎培拉和前苏联的Su-24“击剑手”战术轰炸机。

## 各國轟炸機

### 戰略轟炸機

#### 二戰時期

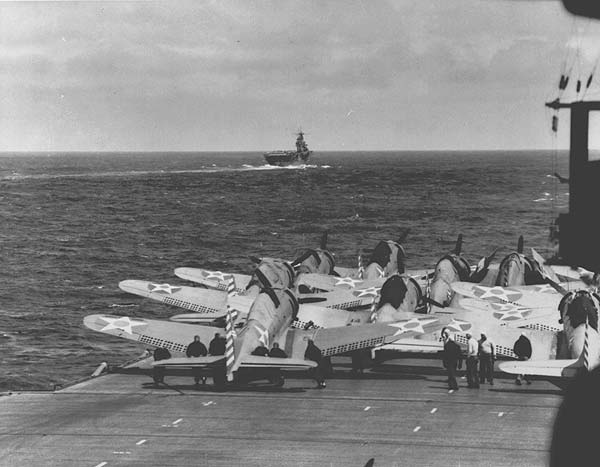
在企業號航空母艦上準備起飛的SBD無畏式，攝於1942年

##### 英國

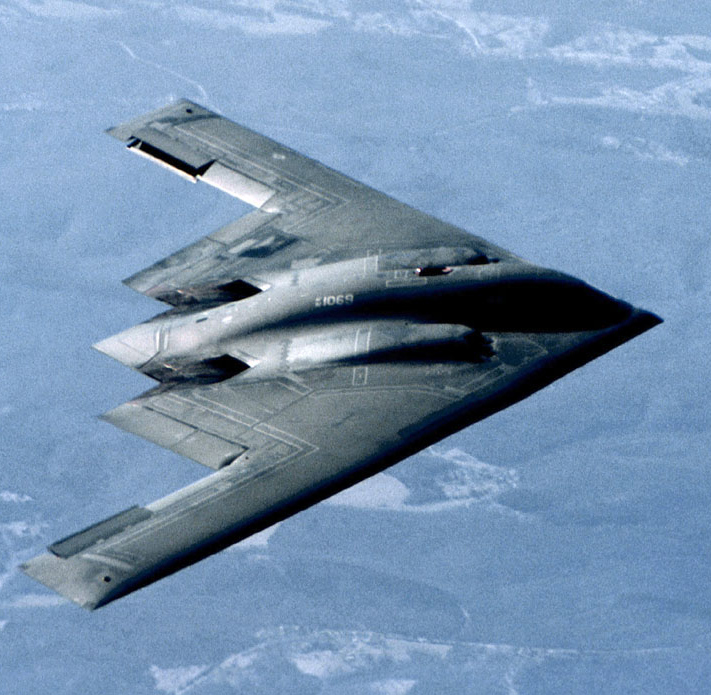
美國B-2轟炸機

- 蘭卡斯特
- 史特林
- 哈里法克斯

##### 法國
- F.222式轰炸机

##### 美國
- B-17
- B-25
- B-24
- B-29
- B-32
- B-26

##### 德國
- He 177
- Fw 200

##### 蘇聯
- TB-3
- Pe-8
- 加里宁K-7

##### 日本
- 深山轟炸機
- 連山轟炸機

#### 二战后
21世纪第一天，只有中美俄和伊拉克四个国家还拥有战略轰炸机（埃及是在2000年退役了所有图-16和轰-6，伊拉克是在2003年的战事中被摧毁了海湾战争中幸存的最后一架轰-6）。

##### 英國
英国的三种战略轰炸机至1993年均已退役。
- 勇士式轟炸機
- 火神式轟炸機
- 胜利者式轰炸机

##### 美國
- B-47
- B-50
- B-52
- B-58
- XB-70
- B-1B
- B-2
- B-21

##### 前蘇聯/俄羅斯
- Tu-4
- 米亚-4[2]
- Tu-95
- Tu-22
- Tu-22M
- Tu-160
- PAK DA

##### 法國
- 幻象IV

##### 中国
- 轰-6K/N
- 轰-20

### 戰術轟炸機

#### 二戰時期
- 威靈頓轟炸機 (英國)
- 蚊式轟炸機 (英國)
- 布倫亨轟炸機 (英國)
- 博福特轟炸機（英语：Bristol Beaufort） (英國)
- 標緻战士轟炸機（英语：Bristol Beaufighter） (英國)
- 賊鷗 (英國)
- 管鼻鸌 (英國)
- 大鹏 (英國)
- 剑鱼式鱼雷轰炸机 (英國)
- 青花鱼式鱼雷轰炸机 (英國)
- 梭魚式鱼雷轟炸機 (英國)
- 亨德里·佩奇漢普登中型轟炸機 (英國)
- DB-7/A-20浩劫攻击机 (英國) （美國)
- B-34轟炸機 （美國)
- B-25轟炸機 （美國)
- B-26轟炸機 （美國)
- TBD （美國)
- TBF轟炸機 （美國)
- SBD轟炸機 （美國)
- SB2C轟炸機 （美國)
- A-28轟炸機 （美國)
- A-29轟炸機 （美國)
- Do 17轟炸機 (德國)
- Do 217轟炸機 (德國)
- He 111轟炸機 (德國)
- Ju 87轟炸機 (德國)
- Ju 88轟炸機 (德國)
- Ar 234轟炸機 (德國)
- 一式陸攻 (日本)
- 「飛龍」轟炸機 (日本)
- Ki-49轟炸機 (日本)
- 「流星」轟炸機 (日本)
- G3M轟炸機 (日本)
- Z.1007轟炸機 (意大利)
- Tu-2轟炸機 (蘇聯)
- SB-2轟炸機 (蘇聯)
- IL-4轟炸機 (蘇聯)
- Pe-2轟炸機 (蘇聯)
- Il-2轟炸機 (蘇聯)
- Il-10轟炸機 (蘇聯)

#### 二战后

##### 英國
- 坎培拉

##### 美國
- B-45
- B-57
- F-105
- F-111
- F-15E
- F-117
- B-66/A-3
- A-5

##### 前蘇聯/俄羅斯
- Il-28
- Tu-16
- Su-24
- M-50

##### 中国
- 轰-5
- 轰-6
- 歼轰-7